# Proverbe (théâtre)
Pour les articles homonymes, voir Proverbe (homonymie).
Le proverbe est un genre théâtral répandu aux XVIIIe et XIXe siècles, dont les exemples les plus connus sont constitués par une série de pièces de théâtre écrites par Alfred de Musset et faisant partie de son Spectacle dans un fauteuil. Leur titre correspond donc à un proverbe, généralement imaginé par son auteur, que la pièce illustre. 
Le Proverbe est un genre dramatique mondain et mineur basé sur une intrigue sentimentale légère mais Musset l'oriente parfois vers le drame comme dans On ne badine pas avec l'amour. 
À l'origine, le proverbe est plutôt un amusement qu'un genre littéraire : une société élégante et désœuvrée se réunit dans un château. Un des possibles divertissements c'était d'improviser quelques scènes sur un léger canevas, et cette petite pièce devait, en guise de moralité, justifier un proverbe que l'on ne donnait pas à l'avance au spectateur. 
Les premiers éclats du genre furent dus à Charles Collé, qui subit, cependant, la concurrence de Carmontelle. 
Les proverbes de Musset sont les pièces suivantes :
- On ne badine pas avec l'amour, 1834
- Il ne faut jurer de rien, 1836
- Faire sans dire, 1836
- Il faut qu'une porte soit ouverte ou fermée, 1845
- On ne saurait penser à tout, 1849
- L'Âne et le Ruisseau, 1855